# Pierre-Luc Poulin
Pierre-Luc Poulin (Quebec, 21 de diciembre de 1995) es un deportista canadiense que compite en piragüismo en la modalidad de aguas tranquilas. Ganó dos medallas en los Juegos Panamericanos, bronce en 2015 y plata en 2023.

## Palmarés internacional
| Juegos Panamericanos | Juegos Panamericanos | Juegos Panamericanos | Juegos Panamericanos |
| Año                  | Lugar                | Medalla              | Competición          |
| -------------------- | -------------------- | -------------------- | -------------------- |
| 2015                 | Toronto (Canadá)     | Medalla de bronce    | K2 200 m             |
| 2023                 | Santiago (Chile)     | Medalla de plata     | K4 500 m             |